# مارکو پانتلیچ
مارکو پانتلیچ (صربی: Marko Pantelić؛ زادهٔ ۱۵ سپتامبر ۱۹۷۸) یک بازیکن فوتبال اهل صربستان است.

## تیم ملی
وی همچنین در تیم ملی فوتبال صربستان بازی کرده است.